# ベヨネッタ2
『ベヨネッタ2』（ベヨネッタ・ツー、BAYONETTA 2）は、プラチナゲームズが開発し、任天堂より2014年9月20日に発売されたWii U用アクションゲーム。ヨーロッパ・アメリカでは同年10月24日に発売された。2012年9月13日にヨーロッパ・アメリカ・日本で同時配信された「Nintendo Direct Wii U Preview」において、続編が任天堂よりWii U専用ソフトとして発売されることが発表された。前作のプロデューサーであった橋本祐介がディレクター。神谷英樹は監修として参加している。
2018年2月17日にNintendo Switch版が発売され、同時に同作と前作の『ベヨネッタ』のパッケージ版が同梱された『ベヨネッタ ∞クライマックス エディション』が発売された。

## 概要
『ベヨネッタ』の続編となる作品で、前作の数か月後の出来事を描いている。Wii Uの操作性にあわせて、Wii U Game Padのタッチペン操作にも対応している。
日本語音声にも対応しており、メインキャストは劇場版に準拠している。
なお、前作の移植版も収録されており、任天堂にちなんだコスチュームも追加されている。
当初の発売元は前作同様セガだったが、セガの諸事情により一度は開発が中止となる。その後任天堂が新たな発売元となったことで本作の発売に結びついた。

## 前作からの変更点
- 「アンブラン・クライマックス」が8魔力以上溜まっている状態でLボタンを押すといつでも発動できるようになった。これにより、普通のトーチャーアタックが効かないボスなどの敵に対する魔力の使い道が広がった。
- チャプター終了時の成績集計時の減点が死亡回数のみになった。
- 「∞ CLIMAX」でもウィッチタイムが使えるようになった。
- 大魔獣召喚を含むトーチャーアタックのゲージが満タンになるとそこで連打終了になるようになっている。代わりに蓄積が速くなった。
- ゲームクリア後に特殊チャプター「ウィッチトライアル」が登場。ストーリーはなく、コンティニュー不可で一度も死亡せずに一定のVerseを戦い抜く腕試しステージ。

トーチャーアタック
本作で追加されたトーチャーアタックを表記。
★デス・ミル
※ボタン連打
敵をベルトコンベアーに乗せ、巨大なトゲ付きのローラーで押し潰す。
★ギロチン チェンバー
※ボタン連打
敵を後ろから複数回鞭で打ち、檻に閉じ込めていくつもの刃を落とす。
★ブレード グリップ
※ボタン連打
敵を宙吊りにし、逆さまのトラバサミで仕留める。
★スネーク ラック
※スティック回転
敵を拘束し、体の上半身と下半身を器具で捻じ切る。
★エモレーター
※スティック回転
敵を籠に閉じ込め、回転させながら火炙りにする。
★マダム・バタフライ
※ボタン連打
マダム・バタフライを召喚して悪魔を掴み、滅多矢鱈に叩きつける。
★ミクトランテクートリ
※ボタン連打
魔界の巨大蝙蝠ミクトランテクートリ兄弟を召喚して敵を粉砕する。
★バアル
※ボタン連打
魔界の王族の一人バアルを召喚して敵を捕食する。(本人曰く下級悪魔は単なるおやつとのこと)
★ヒュドラ
※スティック回転
魔界の大蛇ヒュドラを召喚して敵を絞め殺す。
★ディオメーデス
※ボタン連打
魔界の名馬ディオメーデスを召喚して敵を一刀両断する。
★“穢れに戯れるもの“カーネイジ
※ボタン連打
大量の魔界の虫カーネイジを召喚して敵を包み貪り食う。
対応する呪文は「"SOL-PETAHE"」（意訳：聞け！)である。
大魔獣召喚（魔界獣記）
本作で初登場する魔獣の他に前作からはゴモラとヘカトンケイルが登場する。また、スコロペンドラとファンタズマラネアも敵として登場する。
“宿命を咬み砕くもの” ラボラス
魔界へ迷い込んだ愛玩動物が死と隣り合わせの過酷な環境を生き抜くうちに、怪物のような姿に変貌を遂げることがある。そうした魔獣は「ラボラス」と呼ばれ、その凶暴さは上級悪魔をも震えあがらせるが、複数の動物が融合、一体化することで、更に強大な魔力を持つものもいる。
とりわけ『ベヨネッタ3』においてベヨネッタが契約を結んでいるのは、5匹の兄弟猫が融合して生まれた珍しい個体であり、怪物化した今でも、5匹それぞれの意識を有し、バラバラに分離して個々に行動することが出来る。その口から魂さえ凍てつかせるような超冷却ブレスを吐き出すのは、この魔物が身も凍るような恐怖の中から生まれたからなのかも知れない。
『2』に登場する個体は犬が素体であり、殺戮の達人と恐れられるほどの狩りの本能を持ち、噛みついた相手がどんな相手でも絶命するまでその牙を離すことはない。
対応する呪文は、ベヨネッタで「"ARGEDCO"」（意訳：呼び出せ！）、『3』では「"BAGIE YORB"」（意訳：怒りの咆哮）であり、ジャンヌは、「"SONDENNA"」（意訳：悪霊の名）である。
“奈落の女王“ バアル
魔界の領域「ルキフグス沼」を支配する王族の一人。魔界随一の歌唱力を誇る。普段は滅多に姿を現すことはないが、熟練した魔導術の使い手であれば、契約を結んでその召喚術に応じることもある。巨大なヒキガエルのような姿をしているが、実際は仮の姿で本来の姿は絶世の美女である。また、その歌声は聴くものをたちまち魅了するばかりか、その気になれば魔界中の大気を震わせ、毒性の雨を呼び起こして敵対する相手に痛手を負わすことができる。激しい戦闘には向かないとされているが、その口から伸びる舌は、遠く離れた標的に向かって正確に放たれ、その粘着力で獲物を捕らえて、あっという間に丸呑みしてしまう。
対応する呪文は「"XPA"」（意訳：悪霊の名）、『3』では「"FABOAN ZUMVI"」（意訳：毒の海）である。
“闇を切り裂くもの”ディオメーデス
巨大な刃を額に生やす剛馬。かつて人間界で滅亡した王国の支配者が所有していた4頭の人食い馬のうちの1頭が死後に王の名を受け継いで悪魔として転生した存在であり、どこへ行っても駆け抜けたあとには無残に切り刻まれた死体だけが残される。馬のように扱われるのを嫌うが、彼と戦って認められた者はその背に乗ることを許されるという。
対応する呪文は「"SUNDENNA"」（意訳：悪霊の名）である。
“運命を縛るもの”ヒュドラ
七つ首を持つ大蛇。本物の首は一つだけで他は切り落とされても死ぬことはない。かつては美しい7人の美しい娘達だったが、末妹の犯した罪によって姉妹とも魔界に堕とされ、7人の魂は合わさりこの姿となってしまった。人の心はすでに失われており、近寄ったものは7本の首で冷酷に絞め殺されてしまう。
対応する呪文は「"CANILU"」（意訳：血よ！）である。
“破滅を穿つもの“ ミクトランテクートリ
「テオティワカン台地」に無数に存在する洞窟の中でも特に深く暗い場所に生息する、4枚の翼を持つコウモリのような姿の飛翔魔獣。軽量の体で風のように空を舞い、魔力を弾丸のように発射して標的を攻撃する。人間たちの間では、この悪魔は恐ろしい疫病の到来を告げるために飛来すると信じられている。
『ベヨネッタ3』では研究が進み、実は4枚の翼を持っているのではなく、赤い体を持つ兄と青い体の弟の2体の悪魔が上下に繋がっており、兄弟一組になって活動しているということが明らかになった。また、兄弟が横に並ぶように体勢を変えると、特殊な霊波をソナーのように発し、目に見えないものや、次元転移で身を隠しているものを正確に探知することができる。
対応する呪文は、「"NOQUODI"」（意訳：下僕よ！）、『3』では「"VRELP LONSHIN"」（意訳：沸き立つ力よ！）である。
“万物を統べるもの“ OMNE
天界と魔界の力が奇跡的に融合した全知の存在。アンブラの魔女とルーメンの賢者の長老たちはOMNEの存在を知っていたにもかかわらず、人間界に召喚することが出来なかった。光と闇の力を合わせ、父と娘の絆で結ばれ、OMNEの召喚に成功した。闇と光の両方の性質を持ち、最も意気消沈した混沌さえも打ち負かすことができる。
その姿は、ジュベレウスとクイーン・シバが合体した姿である。
OMNEとはラテン語で「すべて」という意味である。
対応する呪文はベヨネッタで「"ADRAMAN AMMA ORS AVAVAGO"」（意訳：悪霊よ、暗黒の雷を呪え！）で、バルドルは「"ZEDEKIEL HONONOL OBELISON"」（意訳：木星の天使、西の王、救い主よ！）である。
アクセサリー
本作で初登場するアクセサリーを紹介。
報酬の小槌
日の本の国で、鼠小僧と呼ばれた義賊にして、孤高の魔女 阿国（おくに）が作ったとされる秘宝。悪徳な方法で稼いでいる者に、この篭手を身につけ、仕置きを行うと隠し持っていた金品まで余すことなく差し出したと言われる。
トーチャーアタックで敵を倒した時のドロップアイテムが増える。
破滅の耳飾り
大戦時最前線の防衛に立つ魔女に族長が託したと言われる三日月型の耳飾り。これを受け取った魔女は、自分専用の魔導兵器アンブランアーマーを持つことが許された。どこに居てもアンブランアーマーを呼び出すことができるが膨大な魔力を消費するため、実力のある魔女と言えど召喚と同時にアンブラン・クライマックスを使うことはできないと言われる。
アンブラン・クライマックスでアンブランアーマーを使用した攻撃を行うようになる。ローサは標準でこのアクセサリーと同じ能力を持つ。
絶頂の腕飾り 2
絶頂に達した力を更なる高みへと導く神秘の秘宝。絶頂の腕飾りと同じ素材を用いて作られているが制作者や制作年代は明らかでない。この腕飾りは、自らの内に溜めた魔力を解放するときに真価を発揮する。魔力に呼応した宝玉が、召喚された魔人の力を活性化し、より強力な攻撃を可能にする。しかし、力を増した魔人の制御に集中力が必要なため自らの身を守ることがおろそかになる。
アンブラン・クライマックスの攻撃力が上昇するが、自分の受けるダメージも増える。
絶頂の腕飾り
身に着ける者の力を絶頂へと導く、神秘の秘宝。これを身に付けた者は魔力が尽きることなく湧き出してくるという。
前作にもあったアイテムだが性能が異なる。魔力が最大のまま減らなくなり、トーチャーアタックが使い放題、アンブラン・クライマックスも一度発動すればその戦闘中永続する。ただし前作同様、これを使うとリザルトが参考記録となる。

### Nintendo Switch版の変更点
- ロード時間の短縮化、フレームレートの安定化。
- 難易度表記が変更され、前作と同じ「EASY」「NORMAL」「HARD」「CLIMAX」になった。
- TAG CLIMAXモードがオンライン通信の他、ローカル通信にも対応。
- amiiboの読み込みに対応。特定のamiiboではコスチュームや武器を入手可能。他のamiiboの場合はヘイロウ（ゲーム内通貨）、アイテム、調合素材がランダムで入手可能。

## あらすじ
バルドルとの戦いから数か月たったクリスマスのある日、ベヨネッタはエンツォの買い物に付き合っていた（と言ってもベヨネッタがいっぱい買い物をしていて、エンツォはまだ何も買ってない）。その時、ベヨネッタは合流したジャンヌの「妙な感じがしないか?」という予測通り、クリスマスパレードの出し物のアクロバットショーのジェット機がおかしいと感じた。その原因は天使たちだった。ベヨネッタとジャンヌはその場に駆けつけるも、召喚した魔獣ゴモラの暴走により窮地に陥る。ジャンヌはベヨネッタを助けたが、その際身代わりとして受けた傷が致命傷となり、彼女の魂は魔界へ引きずり込まれた。
タイムリミットが迫る中、ベヨネッタはエンツォの情報を基に、魔界への扉"ゲイツ・オブ・ヘル"がある絶界の霊峰“フィンブルヴェトル“へと向かった。

## 用語
ノアトゥーン
霊峰フィンブルヴェトルの麓にある、美しい山と海に囲まれた穏やかな水の都。
その歴史は古く、魔女と賢者の縁が深い天使の棲む街ヴィグリッドに引けを取らない巨大な賢者と魔女の像が都の入り口に構えられている。街の中央には穢れを払うために絶えず水が流れ込んでいる大きな教会があり、かつて霊峰の玄関口として神に選ばれた者達が山へ登る際にその水で禊を行っていたとされ、今も尚週に一度の礼拝や冠婚葬祭の場として利用されている。
この地は賢者と魔女の一族の発祥の地である。
名の由来は北欧神話に登場する館、「ノーアトゥーン」から。
フィンブルヴェトル
水の都ノアトゥーンの傍に立つ雪を頂いた霊峰。
天界へ通じる扉「ヘブンズ・ドア」と魔界へ通じる扉「ゲイツ・オブ・ヘル」があるとされる山頂は宇宙にも届きそうな程高く常に晴れており、無数の星々とオーロラがかかっている。古代ではエーシルが住み人間界を見守っていた神聖な場所で、ノアトゥーンの選ばれし人間たちは山へ行くための橋や神殿を作り、フィンブルヴェトルの雪解け水で禊を行った上で謁見し、向かうべき道への采配を得ていたという。現在においてはその習慣は無くなったが、山に対する畏敬や信仰は建物や生活習慣の中に残っており、雪解け水は今もなおノアトゥーンの人々にとって飲み水にも使われるほどの貴重な水源でもある。
世界の目
ルーメンの賢者、アンブラの魔女がそれぞれ所有していた秘宝。
前作では主神ジュベレウス復活の際の鍵となる力を持っていたキーアイテムであった。本来は混沌界の観測者でもあった混沌の神エーシルの所有物であり、自我を持たない未熟な人間に選択の概念を与えるなどの理由で、その中でも強い力を持った二つの部族に分けたものであったことが明らかとなる。
光の右目
かつて、混沌の神エーシルが二つの部族の一人（のちのルーメンの賢者の先祖）に与えたもの。エーシルの瞳に戻った際、青い光を放っていた。
闇の左目
かつて、混沌の神エーシルが二つの部族の一人（のちのアンブラの魔女の先祖）に与えたもの。エーシルの瞳に戻った際、赤い光を放っていた。
采配の力
神の力である「世界の目」を行使するための力。指揮をする際に振る物理的な「采配」ではない。元はエーシルに備わっていたものだが、存在を二つに分けた際、力のバランスを保つためにロキの身体に残したのを人間の邪なる心の力により育ったロプトによって狙われる。
天魔大戦
600年前に賢者と魔女との間に起きた抗争で100年以上も続き、徐々に力を失っていった。その最中、賢者の修行者バルドルと、魔女の修行者ローサが禁断の恋に落ちる。次の長とも噂される実力を持った2人だったが、愛の力にはかなわず、不干渉の禁を破ってしまう。そして2人の間には1人の女の子が生まれた。禁が破られたことを知った賢者一族と魔女一族は2人の関係を強引に引き裂いた。バルドルは賢者一族から追放され、生まれた女の子はセレッサ（後のベヨネッタ）と名付けられ、母親であるローサのもとに引き取られたが、ローサは罰として長きにわたり牢に幽閉されることになった。そして20年の月日が流れ、セレッサも魔女となり、決闘の儀式でジャンヌに勝利し、代々魔女の長が受け継いでいる「闇の左目」を継承した。とはいえ、セレッサも力はまだ未熟だった為、当面の長はローサが担っていた。そしてある噂が流れる、闇の力を強めた魔女の一族が世界の覇権を握ろうとしている、当時、賢者の長になっていたバルドルは、魔女の長であるローサがそんなことをするはずがないと思っていたが、人々の間に流れる噂を止めることはできず、状況は次第に全面戦争へと発展していく。大戦は魔女側が勝利したが全てはロプトの策略で、天界の天使達を唆しジュベレウスを復活させると天界に持ち掛け、さらにロプトと組んだ天使達は賢者と魔女に戦争を仕掛け、「世界の目」を奪う目的だった。
魔導機 “アンブランアーマー”
天魔大戦時に魔女一族に開発された兵器で髪を魔導機に張り巡らせ動かす。装備している兵装はガトリング砲、バルカン砲、ミサイルなどの圧倒的な火力を誇るこのマシンに乗り込めば、常識をはるかに超えた敵との戦いで、頼もしい存在。また、飛行能力も兼ね備えている。物語では、CHAPTER14で使用可能だがクリア後に入手できるアクセサリー「破滅の耳飾り」を装備すると、アンブラン・クライマックスが発動出来なくなる代わりに、アンブランアーマーを召喚し搭乗できる。『3』では、アンブラの時計塔の召喚時に搭乗できる。
ミダスの証
月のモチーフと宝石が使われた豪華な金色のベル。
使用すると敵がドロップするザ・ゲイツ・オブ・ヘル内通貨（ヘイロウ／オーブ）が増える。
オーブ
悪魔の魂が凝結してできた、禍々しいレアメタル。ヘイロウと同等の価値がある。デビルメイクライシリーズでは、同名のアイテムが存在している。

## 登場人物
ベヨネッタ (Bayonetta)
声 - ヘレナ・テイラー / 田中敦子
前作および本作の主人公。ルーメンの賢者とアンブラの魔女の子である魔女。本名「セレッサ」。髪型は前作のボディースーツと髪が一体化していたが、今作はショートヘアになっている。銃は「ラブイズブルー」に変わっている。
ジャンヌ (Jeanne)
声 - グレイ・デリスル / 園崎未恵
ベヨネッタの幼馴染であるアンブラの魔女。ベヨネッタをかばって受けた致命傷により、魂が魔界に引きずり込まれ、消滅の危機にさらされている。
復活後は飛行機でベヨネッタ達を霊峰に送ったり、最終攻撃でゴモラを送り込んでいる。
ロダン (Rodin)
声 - デイブ・フェノーイ / 玄田哲章
スラム街でバー「The Gates of Hell」を営むバーテンダーにして、“魔界のガンスミス”の異名を持つ堕天使の武器職人。ベヨネッタもたびたび世話になっている。最近は和装に凝っているようで、本作の衣装は黒を基調とした紋付きの羽織となっている。ゲーム内ではサンタクロースの格好をする場面もある。自動車を暴走させてベヨネッタを追いかけ、新たな初期武装「ラブイズブルー」を授ける。
前作同様プラチナチケットを買うことで戦えるが、今回は悪魔として私服で戦う。またある程度ダメージを与えると本気を出し異形の姿となってしまう。
マダム バタフライ（Madama Butterfly）
ベヨネッタが契約を結んでいる魔界の淑女。今回はウィケッドウィーブだけでなく大魔獣召喚でも登場する。なお、騒動の影響を受けなかった数少ない悪魔。
ロキ (Loki)
声 - マーク・ドハティ / 皆川純子
ノアトゥーンでベヨネッタが出会った少年。銀髪のドレッドヘアと、正四面体のペンダントが特徴。ベヨネッタからは「坊や」と呼ばれている。異次元空間"プルガトリオ"に行くことができ、時空を操る能力を持つ。また、カードを武器にしている。
エーシルの善の半身でロプトとは敵対関係にあり、預言の者を「半人前」呼ばわりしている他、仮面の賢者からも狙われている。
仮面の賢者 (Masked Lumen)
声 - クリスピン・フリーマン / 子安武人
ロキを執拗に狙っている謎のルーメンの賢者の男。預言の者にロキが妻のローサを殺害したと吹き込まれており、作中ベヨネッタとも何度も対峙する。戦闘ではウィケッドウィーブや大魔獣召喚の要領で強大な天使を操ったり、ベヨネッタを魔法陣で拘束するなどの攻撃をする。
バルドル (Balder)
声 - クリスピン・フリーマン / 子安武人
500年前からエーシル（預言の者）によって連れてこられた若かりし頃のバルドルでルーメンの賢者。ベヨネッタの父親。地獄から生還したベヨネッタの前でロキに襲われたことで正体があらわになり、果たし合いを挑む。その後誤解が解けてからはベヨネッタと共闘し、ロプトを倒す。
設定が前作の黒幕ファーザーバルドルとは異なるため、敵としての名前も「バルドル」に変更されている。
エンディングでは最後に彼のソロシーンの後「BAYONETTA」の文字が浮かび上がる。
ロプト（Loptr）
声 - TJ Ramini / 山崎たくみ
預言の者を名乗る男。自分だけが意思を持つ世界を作るため、バルドルを利用して本来の力を取り戻そうと企んでいる。エーシルのもう一つの半身で、最終盤で「采配の力」を吸収し「世界の目」も奪いかつての混沌の神・エーシルだった頃の姿を取り戻してしまう。しかしベヨネッタとバルドル、ロキ、ジャンヌの奮闘の末OMNEが降臨したことで肉体を失うが、それでも諦めず「やり直し」として歴史を再構築すると捨て台詞を残し過去へ逃げ出そうとする。しかし最期はバルドルに捕まり、体内に封じ込められた。
エーシル（Aesir）
人間界の統治者で、混沌の神。本来は人間の繁栄を支えた優しい神だったものの、世界のバランスを守るためその身を二つに引き裂いた影響で正義の片割れロキと悪の片割れロプトに分かれてしまった。それゆえにロプトは人間の悪意を糧に世界を再構築しようと企んでいた。
ロプトが長い年月を経て蓄えた邪悪な心の力と采配の力、世界の目によって姿を変え、ラスボスとして立ちはだかる。
エンツォ (Enzo)
声 - Allan Groves / 高木渉
裏社会の情報屋でベヨネッタの知り合い。ベヨネッタ曰く「彼の妻のカカさんは美人で、カワイイ子供たちがいる」。
ルカ・レッドグレイヴ (Luka Redgrave)
声 - ユーリ・ローエンタール / 浪川大輔
イギリス人フリージャーナリスト。常に真実を掴むことを信条とし、今作ではノアトゥーンに足を運ぶ。勢いで危機を切り抜ける行動力と強運さはベヨネッタさえも舌を巻く。作中で持っている眼鏡はロダンに頼んで貰った物であり、かけるとプルガトリオが見えるようになる（ただしルカ自身はプルガトリオに入れないため、当然触れる事はできない）。終盤で、前世のリュカオンの力に目覚め、眼鏡無しでプルガトリオに干渉できるようになった。
ローサ(Rosa)
声 - ヘレナ・テイラー / 田中敦子
ベヨネッタの母親。ベヨネッタが時空を超え500年前のヴィグリッドに流れ着いた際には一族の危機に奮闘していた。
銃身の長いリボルバー式四丁銃「アンフォーギヴン」を駆使し、マダム・ケプリという魔界の女神と契約している。封魔の呪詛が込められた鎖と枷で全身を緊縛されているにもかかわらず、大量に押し寄せた天使達を瞬殺する程の凄まじい魔力を有していた。賢者との接触という禁忌を冒して賢者バルドルと密通し、子をもうけた咎で無限の禁獄に処されていたが、セレッサ (ベヨネッタ)が「闇の左目」を継承したことを条件に解放され魔女一族の長になるも、天使達の策略により天魔大戦が激化と一族の危機に奮闘していた。正史では天界と共謀したロプトの奸計により始末されかけた夫バルドルを庇い殺害され、ベヨネッタの歴史の干渉があっても死からは逃れられなかった。バルドルを深く愛しており、最後に会った日から20年以上経過しても贈られた口紅を最期まで肌身離さず持っていた上、賢者と魔女の抗争が起こっても自分の夫を信じ抜いた。バルドルの腕の中で、愛する娘を託す言葉を残して絶命した。
前作と劇場版では、セレッサ (ベヨネッタ)が彼女の口紅を持っていたのは、エーシルの影響による歴史改変により、悪に目覚めたバルドルを止める為にまじないを刻み娘に渡した物だったことが判明する。
劇中は、男口調で話していたのは、セレッサ (ベヨネッタ)の父親代わりとして、娘を次代の長として鍛えるために喋っていた。
本作ではプレイヤーキャラクターとして登場。NPCとしても一部の章において共闘したりトーチャーアタックの手助けをする。
”時を護るもの”マダム・ケプリ(Madama Khepri)
ローサが主従契約する太陽と時を司る地獄の女神。死後の世界から溢れる光で人を照らし伸びた影からその者の運命を知ることができると言われる。魂と引き換えに契約を結ぶことで時に関する膨大な知識とそれを操るための奥義を授ける。
劇中は腕だけだが、公式設定資料集によれば、マダム バタフライとマダム ステュクスと酷似した姿をしている。
召喚時の呪文はベヨネッタと同じ「"PDI BARMA"」である。
ファーザーバルドル (Father Balder)
声 - リアム・オブライエン / 若本規夫
前作の黒幕だったルーメンの賢者。序盤にて登場し、前作の戦いの敗北後、消滅を逃れようと彼の身体から抜け出ようとする何かを抑えつけながら運命を共にした。

## 登場する敵

### 天使
前作同様ベヨネッタと対立する存在。前作に登場した天使の他に本作で初登場する天使の一覧として表記。階級が低い順、同じ階級のものは頭文字のアルファベット順、それも同じなら登場順に表記している。☆は『ベヨネッタ3』にも登場する。
★下級三隊「精霊」
アクセプタンス 「天使」☆
プロローグVerse1で登場。天使のヒエラルキーにおいて、最下級の「精霊」に属する神使。背に一対の翼をもった半人半馬の形をとり、死の淵にある者の前にその姿を現わすと言い伝えられる。生前に積んだいかなる功徳、またいかなる弁明にも耳を傾けることなく、死者の魂をその背に乗せて天へと運び去るとされ、大いなる神の手による「死」と「受容」の象徴として、数々の伝承に残されている。
武器は槍と弓の二種類の個体がいる。
カシェ＆コンパッションズ 「天使」
過去に偉業を成した英雄たちが携えていた剣が天使化したもの。天界の門を守護する役割とされている。一体のカシェを複数のコンパッションズが守っている。
アコレイド 「大天使」☆
プロローグVerse1で登場。アクセプタンスのより1つ上の上位種。天使下位三隊「精霊」に属し、最下級の天使たちを率いる役割を持った大天使。剣や槍、大槌に盾といった天界のあらゆる神具を振るい、神の威光を不心得者たちにあまねく知らしめるべく睨みを利かせている。時には敬虔な信徒たちの祈りに応え、貴重な神具の一つを貸し与えることもあるという。槍・双剣・ハンマーの3種類の個体がいる。
エンラプチャー 「大天使」
数ある天使達のなかでも最古参にあたる存在。人と精神を共鳴させることで至福へ導く御業を持つとされ、この天使が誕生するまで“信仰”という概念は存在し得なかったとする説もある。人と精神を共鳴させる御業を持つとされるエンラプチャーは、仲間の天使達の精神にも働きかけ、その力を活性化させる。また魔力を吸い取り自分の体力を回復させる。直接的な攻撃力は強くないが、油断して倒すのを後回しにしていると天使たちを怒らせて大きな被害を与えてしまう。
フィデリティ 「大天使」
深海の生物を思わせる軟体と多数の触手を持ったこの天使は、母なる大海を離れ陸に生きる人々に、原初の記憶を想起させるため存在しているとされる。
アレジアンス 「権天使」
アコレイドのより1つ上の上位種。権天使に所属する天使で純金の鎧に身を包んだアレジアンスは、悪霊の軍隊を一掃するために、天界と人間の世界の間の争いの時にのみ現れる。英雄の出現を祈った封建国の王たちの前にアレジアンスが現れるという伝説が存在する。しかし、アレジアンスが王の心の悪を見抜いて、即座に彼らの玉座を瓦礫に変えたという話もある。
武器は大剣である。
★中級三隊「子」
ベリーフ 「能天使」
強健な体躯を持つ天使の陣頭指揮官。魔界の軍勢との戦いの最前線に立つ存在で、その大蛇のごとき長大な右腕は邪悪にも心乱さず自らを縛り律する鞭とも考えられている。
ウォーシップ 「能天使」
天使のヒエラルキーでは、中級三隊に属する能天使で、巨大な軍船のような威容をなす。天使の軍勢を選ぶ役割を持ったキンシップに対しウォーシップは神力を用いて敵を殲滅する戦艦の役割を持つとされ、この天使が現れる頃には戦争は既に武力戦のクライマックスを迎えつつあるといえる。古来よりラグナ神を崇める者達の間では、信心によって魂を捧げ、ウォーシップの神力の一部となることは至上の歓びだとされている。
CHAPTER14に登場する。アンブランアーマーで戦う。
アーベイン 「力天使」
両腕に燃え盛る鉄球を携えた巨大な天使。築き上げた文明をその鉄球の一振りによって跡形もなくす神力を持ち、その姿は人類が潜在的に抱く文明への不安と自然への畏れがないまぜに表現されたものと言われている。
グラヴィタス 「主天使」
アーベインより1つ上の上位種。決して融けることのない氷雪に覆われた人跡未踏の急峻な山岳と形容されており、鉄球が氷となっている。
★上級三隊「父」
リスプレンデンス 「座天使」
神の手により輝ける太陽そのものから成さしめられた天界の城塞。ひとたび地平の稜線より垣間見えるだけで天地の理を覆して夜明けの到来を告げる。
ヴァリアンス 「智天使」☆
CHAPTER1から登場。天使の中でも霊的に非常に高次の存在である、上位三隊「父」にあたる智天使。この階位の天使になれば、もはやいかなる姿を持つかに意味はなく、ただ形而上の存在として、その神威が伝えられるのみ。その中でも「剛勇」を司るヴァリアンスは、一説によれば遥かな太古に宇宙より彗星に乗って飛来し、地上を焼き尽くす業火と共に舞い降りたという。天界、魔界、混沌界の如何なる物をも両断するという大剣ヴァリアンチウムは、来たるべき日には選ばれし百と一人の勇者の手に渡り、邪悪を滅して人類に救済をもたらすと信じられている。
手に持った大剣で攻撃してくる巨大な首のない人型の天使。
ヴァラー 「智天使」
自らを盾となしヴァリアンスと共に魔を滅ぼす戦いの最前線に立つ存在。ヴァリアンス同様、智天使だが、一撃のもとに敵を砕く大剣の他に迫る災厄を防ぐ盾を持ち金色の鎧を纏った巨大な首のない人型の天使として登場し、この盾が本体である。剣も黄金に光り輝くより威厳のあるデザインとなっている。
グラマー「熾天使」
天使の階級において最上位にあたる“熾天使”はもっとも神に近い存在と言われており、物質世界に生きる人類が目にすることはまず有り得ない。しかし、かの光の賢者はこの偉大な熾天使グラマーとも互いに意思を通じ合わせることができたという。

### 悪魔
本作で戦う敵。本来は、アンブラの魔女の味方する魔界の存在だが、混沌界で起きた異変の影響からか凶暴化しており、ベヨネッタに襲い掛かる。
“痛みを刻むもの“ペイン ☆
CHAPTER5から登場。血塗られた鋼鉄の車輪で敵を蹂躙し、悪夢を運ぶとされる暴虐の戦車。ヴィグリッドに残る伝承によれば、中世で拷問に使われていた車輪に怨嗟の念が宿り、魔界に転生した姿とされる。信仰心の強い者は、稀に天使達の舞い降りる姿を見ることがあるというが、心に迷いを抱く者の前には、これら魔の眷属が姿を現わすと言われている。「苦痛」の名を持つこの悪魔は、人間の内に潜む被虐、嗜虐の欲求に群がるとされ、人を互いに傷つけ合わせ、その痛みを喰らって己の孤独を紛らわせているという。
多彩に変形しながら様々な攻撃を繰り出してくる。ウィケッドウィーブによる攻撃なら簡単にひるむので直接戦うよりウィケッドウィーブかアンブラン・クライマックスを使おう。
“境界を巡るもの”インシディアス
CHAPTER7から登場。世界に終末が訪れた時、罪深き者達を乗せて享楽の園へ導くとされる悪魔。このインシディアスは常に膨大な魔力をその身に蓄え、またその体内に悪魔たちを棲まわせることも出来るため、天界との戦争では強襲揚陸艦として猛威を振るっている。
“憎しみに飢えるもの”ヒディアス ☆
魔界の巨大な洞穴「マーレボルジェ」に巣食う悪鬼の一族で、人間界から迷い込む獲物を求めて徘徊し続けている。常に群れをなして行動するが、互いに協調性は一切なく、獲物を見つけるや我先に飛び掛かり争うように奪い合い、獲物がなければ共食いすることもあるほど野蛮であるが、一定の知能は持ち、武器や道具などを作ることができるほか、自分達よりも勝る敵に対して無謀に襲い掛かることも滅多にないという。一切の慈悲を持たないこの悪魔に目を付けられたならば、彼らを凌駕する力で対抗するほかないとされ、それが出来るのはかつてこの世に存在したという、光の力を操る賢者たちか、あるいは闇の力を従える魔女の一族のみと言われる。
必ず複数で現れるため、ウィッチタイムで一気に殲滅しよう。
武器は双剣と銃である。
“憎しみに満ちるもの”ヘイトリッド
ヒディアスが共食いの末に進化した存在。
小型で人型の敵だが、アフィニティと比べると動きが機敏で攻撃が激しい。必ずヒディアスと共に現れる。武器は鎌である。劇場版の冒頭ではヘイトリッドらしき悪魔が天魔大戦時に魔女の一族に召喚されていたことが描写されている。
“怒りに集るもの”フューリー
魔界の森「ジョンスン フォレスト」に生息する怪鳥。蝙蝠の羽根と竜の首、蛇の尾を持ち、癇癪持ちの人間の枕元に夜毎に現れては喚き散らし、衰弱されて死に至らしめた後、屍肉を貪ると伝えられている。この悪魔の呪縛から逃れようと抵抗した者も居たが、その奇怪な単眼で睨まれると射すくめらたように自由を奪われ、逃げおおせることは出来なかったという。
必ず複数で現れるのでウィッチタイムで一気に殲滅しよう。
“氷炎の魔犬”グリード
七つの大罪の一つ「強欲」の名を持つ地獄の猛獣。3つの首、6本の足、9つの胃袋を持つといわれ、排せつを行わないが故にこの悪魔に食われた者は転生叶うことなく永劫にその腸の中を巡り続けると恐れられている。魔界において余人の立ち入りを禁ずる門番として配置されることもある。
“止まらぬ火輪”プライド
燃え盛る炎の車輪を持つ、ペインと似た姿の堕天使。名前は七つの大罪の一つ「傲慢」から。
ペイン同様に多彩に変形しながら様々な攻撃を繰り出してくる。ウィケッドウィーブによる攻撃なら簡単にひるむので直接戦うよりウィケッドウィーブかアンブラン・クライマックスを使おう。
“死を見つめるもの”マリシアス
「悪意」の化身である魔界の名士。地獄に落ちたありとあらゆる生き物の名前を盗んでおり、マリシアスという名前もまた通称の1つにすぎない。半端な実力で悪魔の召喚を試みた者の前に現れては身分や姿を偽り契約を持ちかけるというが、他人を騙し、裏切り、後悔と絶望の果てに狂気へと至らしめることを無上の快楽とする故、マリシアスがどんなに親切で礼儀正しく振舞っても、いかなる状況下でも彼を信頼してはならない。
周囲の悪魔を怒らせ力を活発化させる性質から、エンラプチャーの悪魔版にあたる。
“進化を奪うもの”リゼントメント
蛇のような姿をした悪魔。相手がどこへ逃れようとどれほどの時が流れようと必ず見つけ出し地獄の責め苦を与える執念深さの持ち主。
“極みに騙るもの”スロース
七つの大罪「怠惰」から名づけられた、六本の剣を携えた怪物。一太刀浴びせるごとに斬られた者の煩悩を目覚めさせる。その力により人間のみならず数多くの天使を地獄へと堕としたという。
“狂気を囁くもの”アルラウネ
CHAPTER11に登場。高貴な家柄の女性が、夫に捨てられて絶望に打ちひしがれ、魔草マンドレイクの毒をあおって自らの命を絶ち、魔界で転生した姿。猛毒に魂もが蝕まれたことで魔界へ堕ち、強い怨みの念が悪魔として肉体を生み出したと言われる。全身に強い毒を浴び、弱いものは撫でられるだけで絶命すると言われる。巨大な宮殿を築いて居城とし悪魔、人間、天使問わず、美しい姿をした者を捕らえては、毒を注入して動かぬ標本に変え、宮殿に並べて「永遠の愛」を誓わせているという。たとえ何万、何億の獲物が犠牲になろうと果てなき恨みに塗りつぶされた彼女の渇きが満たされることは永遠にない。
戦闘時は、自分の体の一部である魔界の植物の蔦を使って攻撃する。また巨大な魔界の植物を使役して攻撃する。因みにマダム バタフライとは浅からね因縁がある。
“狂気を孕むもの”アルラウネ ☆
ジャンヌの魂を喰らったことにより力を漲らせている上に執念深く、力で圧倒されても狂気をはらむものとして戦闘に特化した姿へ禍々しく変化した姿。使う技は、吸い込み攻撃、尻尾で薙ぎ払い、腹部からの光弾攻撃などへと変化する。最後はベヨネッタにより、ジャンヌの魂を力づくで引きずり出した影響で人型に戻ってしまい、瀕死になったアルラウネは、ロダンが新たに作った魔導器「アルーナ」に魂を喰われてしまう。

### その他
ゴーレム（特殊）
はるか昔、賢者と魔女の一部が治安維持を目的に生み出した兵器。自由に形状変化する特殊な合金で造られ敵対者の情報を瞬時に分析し、最適な形態に姿を変えて応戦する。中枢部に術者の命令を受信する制御コアがあり、これを破壊されない限り無限に活動する。また、侵入者を遮る壁や、重要なものを保護する容器など、兵器以外のものにも形状を変えることができ、多目的に使われたとされる。
本作に登場するのは都市警護用ゴーレムである。

## 武器
| 名前           | 能力 |
| 手足共通       | 手足共通 |
| -------------- | --- |
| ラブイズブルー | 来るべき日のため名工・ロダンが制作していた秘蔵の拳銃。「ノクターン」「トッカータ」「メヌエット」「プレリュード」の4丁からなる。射撃精度、強度ともに、「スカボロウ フェア」に勝るとも劣らない作りになっている。それは武器による打撃のみならず、悪魔を宿す攻撃「ウィケッドウィーブ」、蓄えた魔力を解き放つ究極奥義「アンブラン・クライマックス」を全力で放つことを可能にする。 |
| ラークシャサ   | 鬼神ラークシャサを封じ、ソーマで洗い清めた美麗な剣。装備した者にラークシャサのチャクラが流れ込み、舞うように軽々と振るうことができる。 |
| アンダイン     | 恋に破れコキュートスに堕ち穢れてしまったアンダインの魂を封じた魔導器。封じられた魂から発せられる嫉妬の念は炎となり吹き出し、相手を焼き尽くす。また悲嘆の吐息はヒットした相手を氷漬けにする。 |
| サラマンドラ   | 魔界の炎竜サラマンドラの全身を余すことなく利用した逸品。鋭い鱗はのこぎりの刃に心臓はエンジンに加工されている。フルスロットルの超高速回転で赤熱化した刃が鋼の皮膚であろうと溶かし斬り、その内にある肉を引き裂く。 |
| アルーナ       | 魔界に咲く花アルラウネの名を持つ魔人を封じた魔導器。生きたように動き相手を捕えるイバラの鞭。この鞭で打たれたものの耳には、封じられたアルラウネの呪いの囁きが聞こえるという。 |
| 手専用         | |
| カフカ         | かつて一人の男を呪い、自らも醜い蟲の姿へと変えられてしまった者を使って作られた魔導器。彼は弓の一部に組み込まれた今でも生きており、呪いとともに強力な毒を流し、矢を穢し続けている。 |
| チェルノボーグ | 魔界の奥深くに打ち捨てられた死の神チェルノボーグの大鎌に、複数の魔物の魂を封じた魔導器。ロダンの手によって極上の魂が封じられたことでかつての輝きを取り戻した。生きているように蠢く3枚の巨大な刃で斬りつけられると、傷口から闇が侵蝕し魂は腐り地獄に落ちる。 |
| 武甕槌         | 雷神 武甕槌（たけみかづち）の神剣 布都御魂（ふつのみたま）を砕いて溶かし鋼に混ぜ込んで作り上げた魔導器。剣のままでも良かったが、ロダンの趣味で大金槌に鍛え直された。魔力に呼応することで、その身に雷電を帯び一たび振るえば雷鳴を轟かせ大地を揺るがす。 |

| 名前                         | 能力 |
| 手足共通                     | 手足共通 |
| ---------------------------- | --- |
| オール4ワン                  | ロダンが制作した4丁一組の大型拳銃。それぞれ「アトス」「ポルトス」「アラミス」「ダルタニアン」の銘が入っている。武器名はダルタニャン物語の三銃士の台詞と登場人物の名前から採っている。 |
| 妖刀 羅刹（ようとう らせつ） | 破壊と滅亡の女神 羅刹を封じた鋭く美しい剣。 |
| ルサールカ                   | 悲恋に破れ、花嫁になれなかった精霊ルサールカたちの魂を集め、封じた魔導器。 |
| アグニ                       | すべての火を統べる魔人 アグニから奪った炎を封じた魔導器。 |
| 手専用                       | |
| ザムザ                       | 呪いで毒蟲になり、家族にも見捨てられ地獄に落ちた男の魂を封じた魔導器。 |
| インフェルノスレイヤー       | 人里に迷い出た悪魔や魔獣を狩るため一人の賢者が使用していた大鎌。 |
| 野牛（やぎゅう）             | 野牛（やぎゅう）と名づけられた通り、荒ぶる神 牛頭天皇の力を封じた札を核に持つ。 |

| 名前             | 能力 |
| ---------------- | --- |
| アンフォーギヴン | 次代の長となるべき者のために、魔導の秘儀を以て特別に鍛えられた至高の四丁拳銃。それぞれが「イースト」「ウエスト」「サウス」「ノース」の名を冠し、四方より魔女一族に迫る災厄をあまねく防ぎ撃退すべし、との使命を帯びている。しかし古より続く掟を破り、賢者と結ばれた裏切り者の魔女が「選ばれし者の銃」を手にすることは当然ながら許されるはずもない。一族が滅亡の危機に瀕したため、やむなく本来の所有者の手に戻されたとはいえ、もはやこの銃にまつわるかつての権威は一切が失われた。今はただ目の前の災厄を打ち砕き撃滅するためにのみ存在する「咎人の銃」である。 |

## 受賞・評価
| 年   | 賞                            | カテゴリー              | 結果       | 出典   |
| ---- | ----------------------------- | ----------------------- | ---------- | ------ |
| 2014 | Destructoid's Best of E3 2014 | Best Action/Adventure   | ノミネート | [ 7 ]  |
| 2014 | Destructoid's Best of E3 2014 | Best Nintendo Exclusive | ノミネート | [ 7 ]  |
| 2014 | IGN's Best of E3 2014         | Best Action Game        | ノミネート | [ 8 ]  |
| 2014 | IGN's Best of E3 2014         | Best Wii U Game         | ノミネート | [ 9 ]  |
| 2014 | Joystiq                       | E3 Selection            | 受賞       | [ 10 ] |

| 年   | 賞                                                             | カテゴリー                          | 結果       | 出典   |
| ---- | -------------------------------------------------------------- | ----------------------------------- | ---------- | ------ |
| 2014 | Destructoid's Best of 2014                                     | Best Overall Game                   | 受賞       | [ 11 ] |
| 2014 | Edge's Edge Awards 2014                                        | Top Game of 2014                    | 受賞       | [ 12 ] |
| 2014 | The Game Awards                                                | Best Action/Adventure               | ノミネート | [ 13 ] |
| 2014 | The Game Awards                                                | Game of the Year                    | ノミネート | [ 13 ] |
| 2014 | GameSpot's Game of the Year                                    | Overall Game of the Year            | ノミネート | [ 14 ] |
| 2014 | GameSpot's Game of the Year                                    | Wii U Game of the Year              | ノミネート | [ 15 ] |
| 2014 | GameTrailers's Best of 2014                                    | Best Action/Adventure               | 受賞       | [ 16 ] |
| 2014 | GameTrailers's Best of 2014                                    | Best Wii U Exclusive                | 受賞       | [ 17 ] |
| 2014 | Giant Bomb's 2014 Game of the Year Awards                      | Best Game                           | ノミネート | [ 18 ] |
| 2014 | Nintendo Life's Reader Awards 2014                             | Overall Game of the Year            | ノミネート | [ 19 ] |
| 2014 | Nintendo Life's Reader Awards 2014                             | Wii U Retail Game of the Year       | ノミネート | [ 19 ] |
| 2014 | Nintendo Life's Staff Awards 2014                              | Overall Game of the Year            | ノミネート | [ 20 ] |
| 2014 | Nintendo Life's Staff Awards 2014                              | Wii U Retail Game of the Year       | ノミネート | [ 20 ] |
| 2014 | National Academy of Video Game Trade Reviewers (NAVGTR) awards | Original Light Mix Score, Franchise | 受賞       | [ 21 ] |
| 2014 | National Academy of Video Game Trade Reviewers (NAVGTR) awards | Game, Franchise Action              | ノミネート | [ 21 ] |
| 2014 | National Academy of Video Game Trade Reviewers (NAVGTR) awards | Costume Design                      | ノミネート | [ 21 ] |
| 2014 | National Academy of Video Game Trade Reviewers (NAVGTR) awards | Control Precision                   | ノミネート | [ 21 ] |
| 2014 | National Academy of Video Game Trade Reviewers (NAVGTR) awards | Control Design, 3D                  | ノミネート | [ 21 ] |
| 2014 | National Academy of Video Game Trade Reviewers (NAVGTR) awards | Character Design                    | 受賞       | [ 21 ] |
| 2014 | National Academy of Video Game Trade Reviewers (NAVGTR) awards | Animation, Technical                | ノミネート | [ 21 ] |
| 2015 | AbleGamers Foundation's Most Accessible Games of 2014          | Most Accessible Games               | 受賞       | [ 22 ] |
| 2015 | IGN's Best of 2014                                             | Best Action Game                    | 受賞       | [ 23 ] |
| 2015 | IGN's Best of 2014                                             | Best Action Game - People's Choice  | 受賞       | [ 23 ] |
| 2015 | IGN's Best of 2014                                             | Best Overall Game                   | ノミネート | [ 24 ] |
| 2015 | IGN's Best of 2014                                             | Best Wii U Game                     | ノミネート | [ 25 ] |